# Acianthera murex
Acianthera murex é uma espécie de orquídea (Orchidaceae) que existe em Cuba e Hispaniola, antigamente subordinada ao gênero Pleurothallis.

## Publicação e sinônimos
- Acianthera murex (Rchb.f.) Luer, Monogr. Syst. Bot. Missouri Bot. Gard. 115: 256 (2009).

Sinônimos homotípicos:
- Pleurothallis murex Rchb.f., Flora 48: 276 (1865).
- Specklinia murex (Rchb.f.) Luer, Monogr. Syst. Bot. Missouri Bot. Gard. 95: 262 (2004).